# Mujaga Komadina
Mujaga Komadina vlastním jménem Mustafa (1839 Mostar, Osmanská říše – 6. května 1925 Mostar, Království Srbů, Chorvatů a Slovinců) byl bosenskohercegovský obchodník a politik bosňáckého původu. Mezi lety 1909 a 1918 zastával úřad mostarského starosty.

## Život
Jeho otcem byl Omer-aga Komadina (?–1868). Mekteb a medresu, základní a vyšší islámskou školu, navštěvoval v rodném městě. Poté se zabýval především obchodem, který mu vynesl nemalé jmění. Mujagův bratr Musaga se po obsazení Bosny a Hercegoviny habsburskou monarchií vystěhoval do Malé Asie, kde roku 1912 zemřel ve městě Bursa.
V roce 1898 se Mujaga Komadina podílel na založení islámské čítárny, kiraethany, jež se poté stala centrem boje hercegovských muslimů za náboženskou a školskou autonomii. Sám Komadina byl spíše umírněným pozorovatelem dění a k rakousko-uherské okupační moci se stavěl smířlivě. Komadina své době patřil k nejštědřejším mecenášům v Bosně a Hercegovině. Jeho obliba mezi Mostařany se promítla i během jeho politické kariéry. Od roku 1893 zasedal v mostarském městském zastupitelstvu, načež se roku 1909 stal mostarským starostou. Na tomto postu setrval až do rozpadu Rakouska-Uherska roku 1918. Za jeho mandátu byla ve městě postavena celá řada významných staveb, mj. dětský konvikt, městské lázně a most. Sám si nechal postavit moderní vilu v západní části města, která byla za poslední války (1992–1995) značně poškozena a dnes chátrá.
Zemřel 6. května 1925 v Mostaru a následně byl pochován na hřbitově u Lakšićovy mešity.

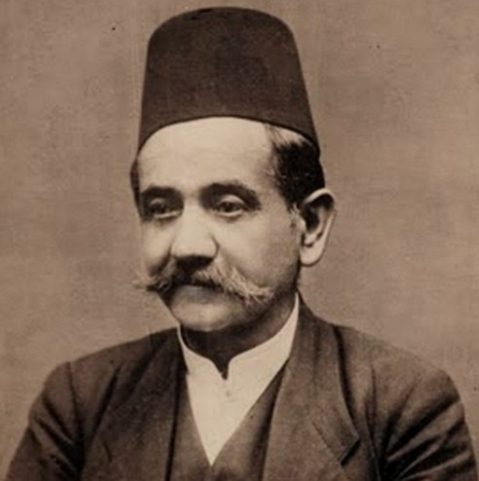
Mujaga Komadina ~1890
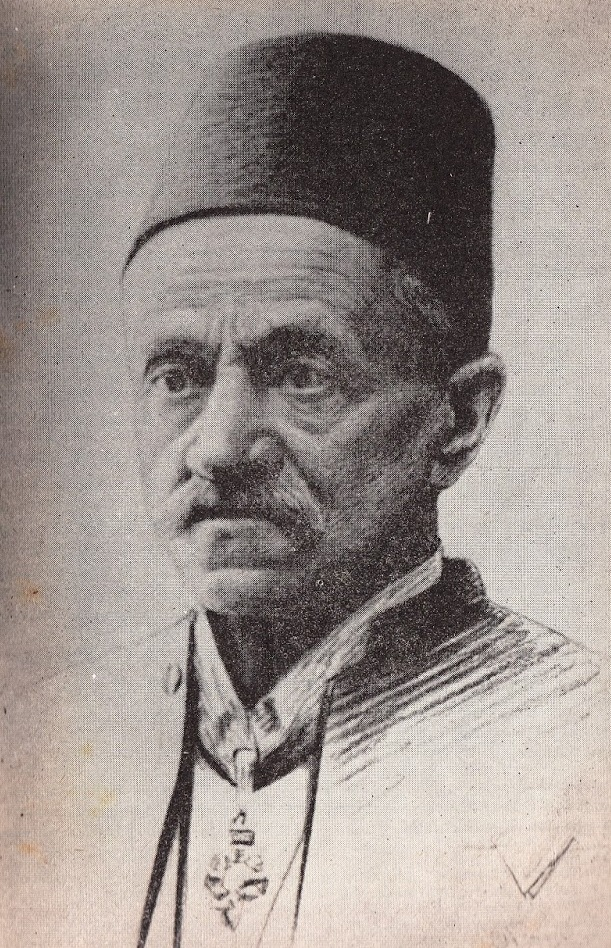
Mujaga Komadina ~1910
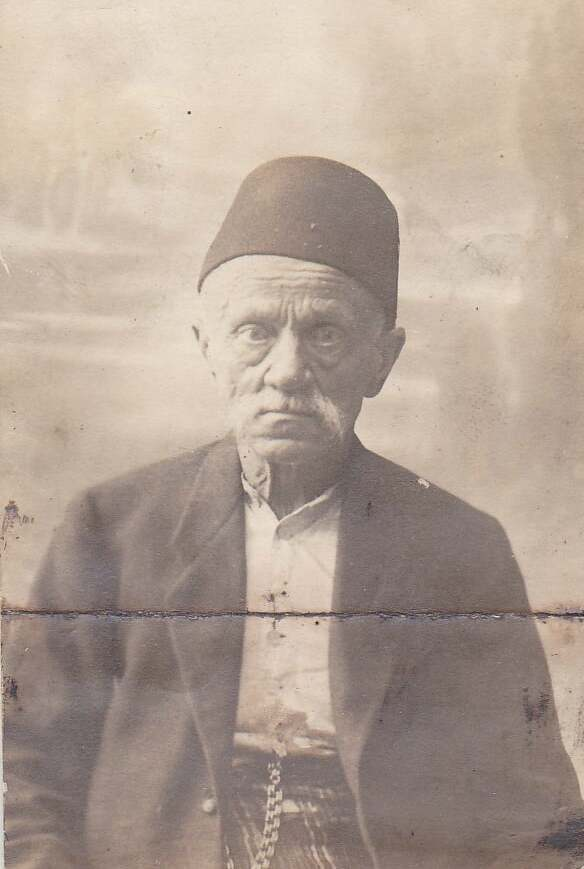
Mujaga Komadina ~1921
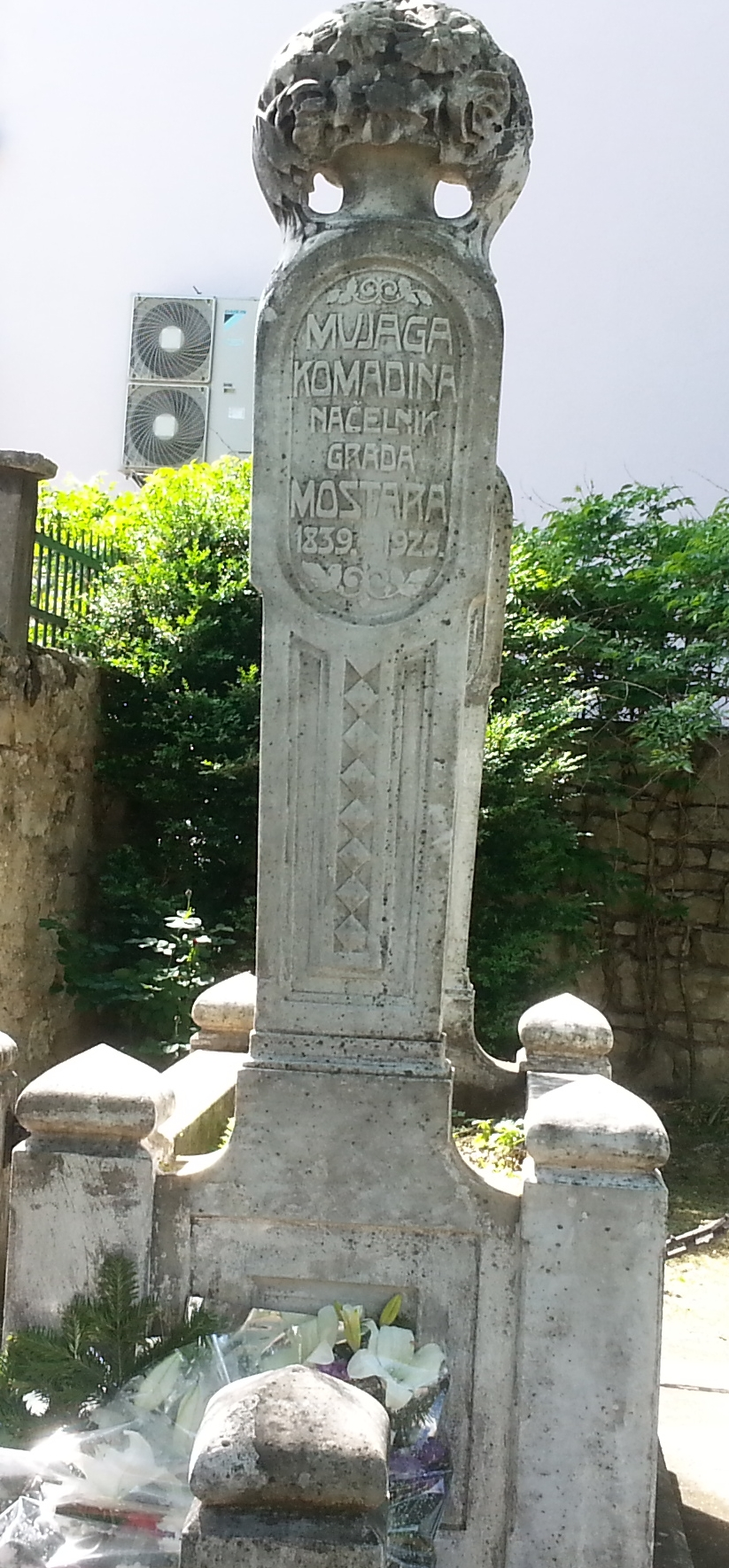
Hrob Mujagy Komadiny v Mostaru